# Hilelismo
L'Hilelismo è una dottrina di fratellanza umana ispirata alla figura del rabbino Hillel, contemporaneo di Gesù Cristo.
Ludwik Lejzer Zamenhof, l'ideatore della lingua esperanto, la adottò nell'ambito della sua proposta per risolvere i problemi dell'ebraismo nel 1901. La successiva evoluzione di questa dottrina è l'homaranismo: mentre il primo è stato pensato per gli ebrei, il secondo "riguarda tutti i popoli e le religioni".
Dopo aver rinunciato a una soluzione sionista già nel 1886, Zamenhof restò fedele alla sua etnia originaria, la cui sorte nell'Europa Orientale era sempre più disperata.
Nel 1901, sotto lo pseudonimo Unuel ("uno del popolo"), ricalcata da Achad Ha'am, il rabbino al cui spirito sionista Zamenhof aveva aderito (lontano dal sionismo politico e armato di Theodor Herzl e Vladimir Žabotinskij), Zamenhof pubblicò le sue tesi per la messa in piedi di una nuova religione umana e neutrale, basata anche su una lingua neutrale e umana. Se il sionismo aveva usato fino in fondo il paradigma romantico, cercando di far rispettare gli ebrei quanto i francesi, i tedeschi, i russi, ecc., Zamenhof cercò invece di rendere non rilevante il fatto che uno fosse ebreo, francese, tedesco, russo, ecc.
Negli ultimi anni del XIX secolo nella comunità israelita si rifletteva sul concetto di popolo ebraico e su quale dovesse essere il suo collante: da una parte, coloro che vedevano tale aggregante nella morale nazionale, esistente anche fuori dalla religione, dall'altra chi lo individuava nel monoteismo, e, infine, coloro che negavano l'esistenza di una qualsiasi caratteristica comune. Zamenhof partecipò al dibattito solo a partire dal 1905, sostenendo che il tratto distintivo degli ebrei rispetto alle altre comunità religiose fosse il monoteismo non pensato per l'intera umanità ma per un gruppo di persone ben preciso.
Cercando una filosofia comune che potesse riunire tutti gli israeliti e contrapponendosi all'ebraismo di stretta osservanza, Zamenhof elesse quale figura esemplare quella di Hillel, citato nel Talmud, coevo di Gesù e capo del Sinedrio, il quale propendeva per un'interpretazione non rigorosa della Legge, attribuendo, invece, particolare importanza all'amore verso il prossimo. Il progetto hilelista fu reso pubblico dall'autore, il quale temeva potesse interferire col nascente movimento esperantista, solo nel 1901 quando diede alle stampe, sotto lo pseudonimo Homo sum, l'opuscolo Hillelismo, un progetto per la soluzione del problema ebraico, che alimentò le critiche soprattutto da parte degli esperantisti di fede cattolica, tra i quali Padre Dambrauskas e di De Beaufront, che temevano si intendesse porre Hillel in una posizione superiore a quella di Gesù. Alle proteste Zamenhof replicò nel 1906 chiarendo subito di non voler fondare una religione in concorrenza con altre, ma piuttosto di cercare un punto di incontro tra le varie fedi: una regola di comportamento sita nel cuore di ogni uomo da applicare nella vita di tutti i giorni.
Riguardo l'hilelismo è da ricordare la lettera ad Antoni Kofman del 28 maggio 1901, in cui Zamenhof chiarisce che "cento persone che abbiano imparato la lingua per via ereditaria sono più importanti di milioni che l'hanno imparata per moda" e che "la lingua di questo piccolo popolo ha vita molto più certa di una lingua senza popolo". Per queste frasi la lettera a Kofman è considerata il primo germe del raumismo.